# Jean Michel Alfred Vacant
Jean-Michel-Alfred Vacant (Montfortaine, 23. veljače 1852. - Nancy, 2. travnja 1901.), francuski filozof.